# Катерино-Платоновка
Катерино-Платоновка (укр. Катерино-Платонівка) — село, относится к Ширяевскому району Одесской области Украины. Расположено на реке Овраг Дубовый.
Население по переписи 2001 года составляло 195 человек. Почтовый индекс — 66861. Телефонный код — 4858. Занимает площадь 1 км². Код КОАТУУ — 5125481401.

## Местный совет
66861, Одесская обл., Ширяевский р-н, с. Катерино-Платоновка, ул. Калинина, 26